# IPhoto
Het programma iPhoto maakte deel uit van het softwarepakket iLife voor computers van Apple en werd standaard meegeleverd bij elke Mac. Het programma, dat voor het eerst werd uitgebracht in 2002, kon digitale foto's importeren, organiseren, bewerken, printen en delen. Het programma kan worden vergeleken met Google Picasa en Windows Fotogalerie. Een versie voor iOS werd samen met de derde generatie iPad aangekondigd op 7 maart 2012.
Apple is inmiddels gestopt met iPhoto op zowel Mac OS X en iOS. Mac OS X heeft een nieuwe fotobewerkingsapp gekregen genaamd 'Foto's', gebaseerd op de gelijknamige app in iOS, die ook in dat besturingssysteem iPhoto direct zou gaan vervangen, maar al langer in iOS aanwezig is. Ook de professionele app Aperture in OS X zou stoppen en vervangen worden door Foto's. Gebruikers zouden hun bibliotheek bij de lancering van de Foto's app kunnen overzetten van iPhoto en/of Aperture.

## Functies

### OS X-versie
Het programma is ontwikkeld voor het importeren van foto's van digitale camera's, scanners, cd's met foto's en het internet naar de bibliotheek van de gebruiker. Bijna alle digitale camera's en scanners worden herkend zonder extra software, net zo als alle bestandsformaten.
Nadat de foto's zijn geïmporteerd kunnen ze een naam en een label krijgen, waarna ze worden gesorteerd en georganiseerd in evenementen. Simpele bewerkingen kunnen worden uitgevoerd op de foto's, zoals het corrigeren van rode ogen, het aanpassen van het contrast en de helderheid, een foto bijsnijden, en andere functies. Voor uitgebreidere bewerkingen is Aperture verkrijgbaar.
Na het organiseren en bewerken kunnen de foto's ook worden gedeeld. Een fotoalbum kan worden omgezet naar een dynamische diavoorstelling, achtergrondmuziek kan vanuit iTunes worden geïmporteerd. Deze diavoorstellingen kunnen worden geëxporteerd als een QuickTime-bestand. De gebruiker kan deze dan bewerken in iMovie of branden op een dvd via iDVD. Ook kunnen de fotoalbums worden gesynchroniseerd met een iPod of een iOS-apparaat. Deze kan dan weer worden aangesloten op een televisie. Als laatste kunnen de foto's naar Kodak worden gestuurd. Gebruikers kunnen kiezen uit een standaard foto, een poster, een ansichtkaart, kalenders of een fotoalbum.

### iOS-versie
Op 7 maart 2012 kondigde CEO Tim Cook een nieuwe versie van iPhoto aan voor iOS. Op dezelfde dag kwam iPhoto voor iOS beschikbaar in de App Store voor 4,49 euro. De andere applicaties uit de iLife-serie, iMovie en Garageband, waren als beschikbaar voor iOS. De applicatie is te gebruiken op een iPhone 4 of hoger, een vierde of vijfde generatie iPod touch of tweede en derde generatie iPad.
De functies zijn vergelijkbaar met de OS X-versie. Het maken van fysieke albums, kalenders, ansichtkaarten en het bestellen van foto's is niet mogelijk. Een gebruiker kan wel fotoverslagen maken, dit zijn digitale fotocollages die naar de iCloud kunnen worden geüpload en worden gedeeld.

## Geschiedenis

### OS X
| Versie     | iLife-serie | Datum           | Versie van OS X |
| ---------- | ----------- | --------------- | --------------- |
| iPhoto 1   | –           | 7 januari 2002  | Mac OS X 10.1   |
| iPhoto 2   | iLife       | 3 januari 2003  | Mac OS X 10.1   |
| iPhoto 4   | iLife '04   | 6 januari 2004  | Mac OS X 10.2   |
| iPhoto 5   | iLife '05   | 11 januari 2005 | Mac OS X 10.3   |
| iPhoto 6   | iLife '06   | 10 januari 2006 | Mac OS X 10.4   |
| iPhoto 7   | iLife '08   | 7 augustus 2007 | Mac OS X 10.4   |
| iPhoto 8   | iLife '09   | 7 januari 2009  | Mac OS X 10.5   |
| iPhoto 9   | iLife '11   | 20 oktober 2010 | Mac OS X 10.6   |
| iPhoto 9.5 | –           | 22 oktober 2013 | OS X 10.9       |
| iPhoto 9.6 | –           | 17 oktober 2014 | OS X 10.10      |

### iOS
| Versie              | Datum             | Versie van iOS |
| ------------------- | ----------------- | -------------- |
| iPhoto voor iOS 1.0 | 7 maart 2012      | 5.1            |
| iPhoto voor iOS 1.1 | 19 september 2012 | 6.0            |
| iPhoto voor iOS 2.0 | 19 september 2012 | 7.0            |